# M-77 Oganj
М-77 Oganj ( серб. М-77 Огањ) — югославська та сербська РСЗВ, що перебуває на озброєнні ЗС країн колишньої Югославії.

## Історія
Розробка почалася 1968 року. Перший прототип був показаний на військовому параді 1975 року. Серійне виробництво було організовано на заводі «Братство» у місті Нові-Травник з 1980 року.

## Призначення
Призначена для ураження живої сили, бронетехніки супротивника у місцях зосередження та на марші. Використовується для руйнування командних пунктів, вузлів зв'язку, портів та об'єктів військово-промислової інфраструктури. Також застосовується для дистанційної установки протитанкових мінних полів у зоні бойових дій на відстані до 20 км.

## Оператори
- Сербія — 60 машин станом на 2016 рік.
- Північна Македонія — 12 машин.
- Хорватія — 8 машин.
- Боснія і Герцеговина — 7 машин.